# Marinus van der Lubbe
Marinus van der Lubbe (Leiden, 1909. január 13. – Lipcse, 1934. január 10.) holland kommunista, az eredeti ítélet és a történészek többsége szerint a Reichstag felgyújtója. Szegény családból származott, és tettével a munkásoknak akart bátorítást adni egy forradalomra, valójában azonban csak a nemzetiszocialistákat támogatta ezzel. A gyújtogatásért perbe fogták, majd halálra ítélték és lefejezték. Ítéletét egy német bíróság 1967-ben nyolcéves börtönre változtatta. 2008-ban a nemzetiszocializmus idején hozott igazságtalan ítéletek hatályvesztéséről szóló 1998-as törvény alapján a német bíróság semmisnek mondta ki az eredeti ítéletet.

## Élete

### Fiatalkora
1909. január 13-án született a hollandiai Leidenben a család harmadik és legfiatalabb gyermekeként. Két testvérén kívül még négy féltestvére is volt anyja előző házasságából. Apja Francis Cornelis vándorló kiskereskedő, anyja Petronella van Handel-Peute. Édesanyja 1921-ben halt meg, ezután egyik féltestvére, Anni viselte gondját. Egy ideig a szegény és árva gyerekek számára fenntartott iskolában tanult, majd protestáns iskolába folytatta tanulmányait. Ezután szakmát tanult és kőműves lett. Munkája mellett sportolt is, úszott és ökölvívott, és ebben a korban a beceneve Dempsey volt Jack Dempsey amerikai ökölvívó után. Tizenhat évesen csatlakozott a Kommunista Ifjúsági Szövetséghez. Anni férje, Sjardjin azonban nem örült ennek, így kényszerítette Lubbét, hogy elköltözzön.
Munka közben baleset érte, egy vödör mész borult a fejére, ami megégette a szemét, és emiatt öt hónapra kórházba került. 1928-ban megismerkedett egy Piet van Albada nevű diákkal, aki kilépett a kommunista pártból, és közeli barátságba kerültek. Az ő hatására kezdte úgy látni Lubbe, hogy a párt szervezeti felépítése elavult. Emiatt összeütközésbe került a párt vezetőivel, akik ezért nem választották meg a leideni ifjúsági szervezet élére. Ekkor kijelentette, hogy a Szovjetunióba kíván költözni, orosz nyelven tanulni és ott élni, de a párt nem segítette ebben, így 1929 januárjában kilépett a pártból és egyre jobban közeledett a Hollandiai Baloldali Munkásellenzékhez. Ezután Leidenben bérelt házat a mozgalom titkársága részére és a Lenin-ház nevet adta neki, ezt azonban később pénzhiány miatt kénytelen volt bezárni.

### Utazásai Európában
1930–1931 telén elhatározza egyik barátjával, hogy a Szovjetunióba utaznak tavasszal, azonban kevés pénzük miatt csakis gyalogos útra vállalkozhattak. Útjuk a tervek szerint Németországon és Berlinen keresztül vezetett volna át, az út költségeit pedig postai levelezőlap kiadásával fedezték volna. Bár barátja időközben lemondta az utazást, Lubbe egyedül vágott neki az útnak, azonban csak Berlinig jutott. Bár minden hivatalos iratot beszerzett, elfogyott a pénze, így úgy döntött hazatér. Azonban Gronauban letartóztatták kommunista propagandáért, és 1931. május 13-án 50 márkás pénzbüntetésre ítélték. Mivel ennyije nem volt, így tíz napot töltött börtönben, majd kiutasítják.
Hollandiába visszatérve mindenféle munkát elvállalt, hogy meg tudjon élni. Dolgozott szállodában csomaghordó fiúként, a mezőgazdaságban, burgonyát árul, majd egy hajón szolgált tengerészként. Legnagyobb vágya volt a Szovjetunióba vagy Kínába menni, ezért ismét megpróbált gyalogosan átkelni Európán. Indulása előtt azonban részt vett egy hágai demonstráción, és betörte a tőzsde ablakait, így három hónap börtönbüntetésre ítélték. Ő azonban nem ülte le a büntetést, hanem útra kelt és 1931 őszén megérkezett Bajorországba. Itt ennivalót kért egy földművestől, aki viszont feljelentette, így négy napra ismét börtönbe került, majd Ausztriába toloncolták ki. Innen Jugoszláviába ment át, onnan azonban nem engedték tovább Romániába vagy Bulgáriába, így Magyarországon keresztül utazott át október 29-én. Itt a budapesti holland főkonzultól kapott pénzt hazatéréséhez. 1932. február 13-án ismét magyar vízumot kért és kapott Bécsben, azonban az útlevelében nem látható a határátlépés ténye. Edouard Calic szerint Lubbe végig Magyarországon tartózkodott, ugyanis hollandiai holmija között megtalálták egy ismeretlen magyar lány fényképet.
Hollandiába történő visszatérése után elfogták és börtönbe zárták, hogy letöltse a rá kirótt három hónapos büntetést. 1932. július 12. és október 2. között tartották elzárva, Lubbe pedig tiltakozásból éhségsztrájkba kezdett. Tizenegy napi koplalás után kórházba vitették. A tiltakozása a károsodott szemeire is rossz hatással volt, így 1932 novemberében megoperálták egy szemklinikán. Szemét azonban újra műteni kellett még az évben, majd január 4. és 28. között harmadszorra is megműtik.

### A Reichstag felgyújtása
Lubbe 1933 februárjában barátai hívására Németországba utazott, ahová február 18-án érkezett meg. Elutazásáról még családját, illetve a hozzá igen közel álló Jan testvérét sem értesítette, letartóztatásáról ők is csak az újságokban olvastak. Nem tudni pontosan, mivel töltötte idejét a megérkezése és a tűz közötti kilenc napban, azonban eredetileg nem a Reichstagot kívánta lángba borítani. Február 25-én három különböző épületet próbált felgyújtani, ám ezen kísérletei kudarcba fulladtak. Ezt a cselekedetét tiltakozásnak szánta a nemzetiszocialisták hatalomra jutása, illetve a munkások rossz helyzete ellen, és remélte, hogy tettével harcra serkenti őket az elnyomás ellen. Február 27-én este kilenc órakor betörte a Reichstag egyik ablakát, és azon keresztül jutott be, majd hozzálátott az épület felgyújtásához.
Az épületben Lubbe mintegy hatvan tüzet gyújtott meg, azonban nem járt szerencsével, hiszen sem a bútorok, sem az ajtók nem akartak tüzet fogni, így tizenhat percig képtelen volt nagyobb tüzet előidézni. Végül azonban mégis sikerült neki végrehajtani tervét, ugyanis megtalálta a fabútorzatú képviselői üléstermet. Nagy segítségére volt, hogy az elnöki emelvény mögött több ezer kartont talált, amelyekre a képviselők neve volt felírva. Ezt a gyújtóanyagot kevesebb mint egy perc alatt szétszórta az emelvényen, majd meggyújtotta. Igazán nagy teljesítményt produkált, ugyanis mintegy 800 métert tett meg 16 perc alatt, eközben mindenütt tüzeket gyújtva, és a rendőrök később megállapították, hogy életében először járt az épületben.

### Pere és kivégzése

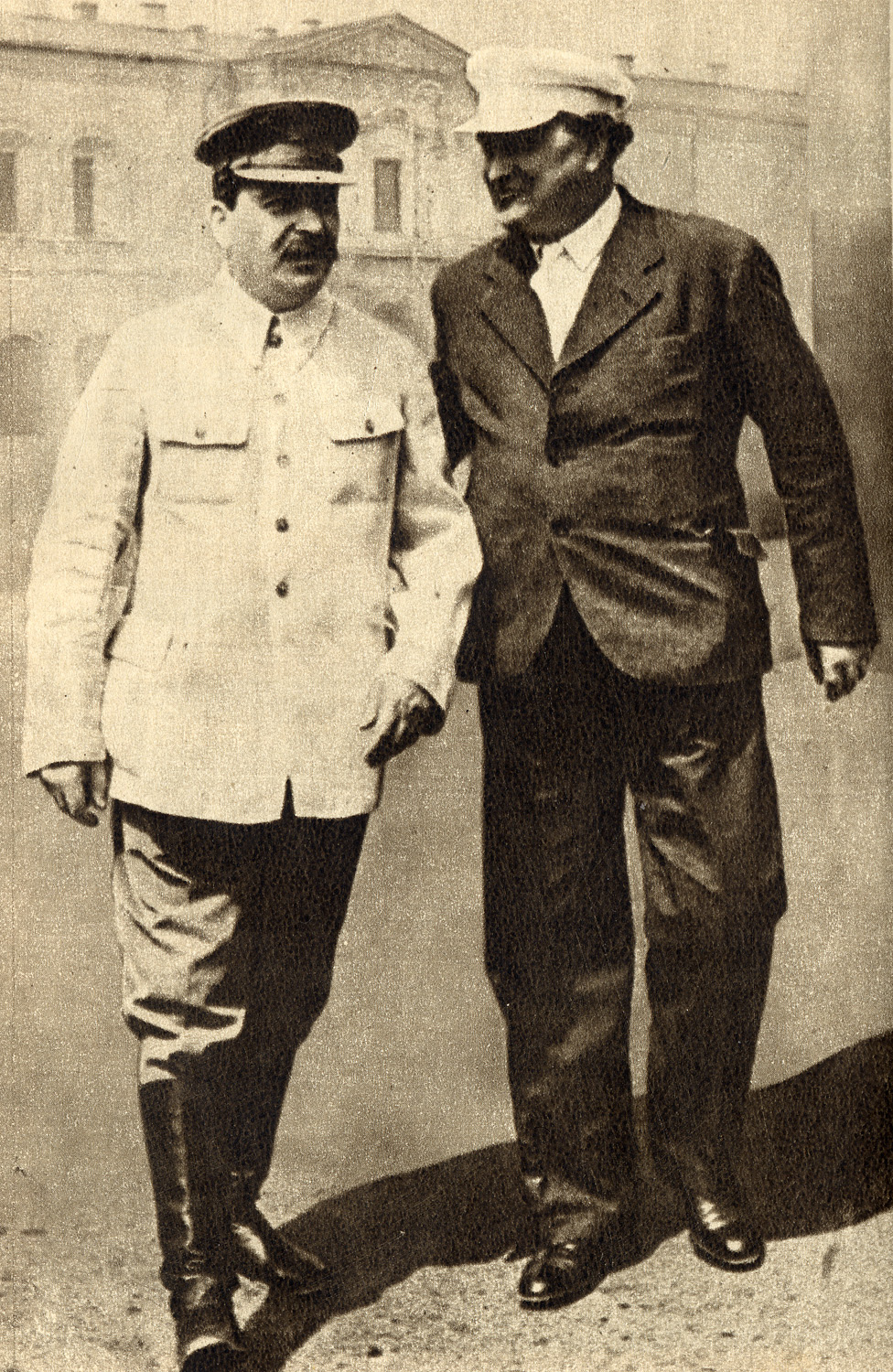
Sztálin és Georgi Dimitrov 1936-ban

A rendőrök még a helyszínen elfogták Lubbét, aki azonnal beismerte, hogy ő felelős a gyújtogatásért. Hermann Göring belügyminiszter először kijelentette, hogy Lubbénél megtalálták a kommunista párttagsági igazolványát, majd nem sokkal később helyesbíteni volt kénytelen, ugyanis a férfinál csak holland útlevele volt, és a kérdéses időben egy pártnak sem volt tagja. Miután Lubbe vallomását írásban is rögzítették, hermetikusan elzárták a külvilágtól a peréig, ő azonban nem volt hajlandó a kommunista párt vezetőit bűntársként vagy felbujtóként megnevezni. Lubbén kívül letartóztattak és perbe fogtak még négy (három bolgár és egy német) kommunistát, név szerint Georgi Dimitrovot, Vaszil Tanevet, Blagoj Popovot és Ernst Torglert, a KPD frakció elnökhelyettesét.
Perük 1933. szeptember 21-én kezdődött meg Lipcsében, ahová csupán Lubbét vezették be rabruhában és megbilincselve a tárgyalóterembe, a negatív sajtóvisszhang miatt azonban a többi tárgyaláson már bilincs nélkül jelenhetett meg. A tárgyaláson igen furcsán viselkedett, teljesen magába roskadtan ült, egyesek gyógyszeres kezelésére gyanakodtak ennek kapcsán, ezt azonban a német orvosok komolyabb kivizsgálás után cáfolták, tökéletes fizikai és szellemi állapotban lévőnek nyilvánítva őt. Lubbét a per folyamán csupán a tárgyalásokra hozták ki cellájából, és senki nem mehetett be hozzá, szemben Dimitrovval, akinek megengedték, hogy meglátogassa anyja. A vádlottak közül csupán Lubbét ítélték halálra, bár cselekedete idején a gyújtogatást még nem büntették halállal, ám egy február 28-i törvény értelmében már lehetőség volt erre, és ezt a nulla poena sine lege elv megszegésével január 30-ig visszamenően alkalmazták. Az ítéletet 1934. január 10-én, három nappal Lubbe születésnapja előtt hajtották végre Lipcsében, méghozzá úgy, hogy nyaktilóval lefejezték (Németországban a nyakazás ezen módszerét már a 19. század elejétől használták; az NSZK-ban 1949-ben, az NDK-ban pedig 1966-ban hajtottak végre utoljára nyaktilós kivégzést).
Ítéletét egy berlini bíróság 1967-ben nyolcéves börtönbüntetésre változtatta, majd 1980-ban felmentő ítéletet hozott, azonban ezt a szövetségi bíróság később felülbírálta, a nyolcéves börtönbüntetést hagyva érvényben. 1981-ben egy nyugatnémet bíróság az ítéletet hatályon kívül helyezte azon az alapon, hogy Lubbe őrült volt, azonban sokan a teljes bűnbocsánat pártján álltak. Ezt egy 1998-as német törvény tette lehetővé, amelynek alapján lehetőség nyílt a nemzetiszocialista időszak alatt hozott ítéletek felülbírálatára. Ezen törvény alapján 2008-ban teljes mentesítést kapott.